# Międzynarodowy Festiwal Teatralny „Bez Granic”
Międzynarodowy Festiwal Teatralny „Bez Granic” – festiwal odbywający się co roku w Cieszynie i Czeskim Cieszynie narodził się u progu lat 90. XX wieku jako jedna z form działania Solidarności Polsko-Czechosłowackiej. Pomysłodawcami tego przedsięwzięcia byli nieżyjący już czeski filozof Jakub Mátl oraz poeta i dramaturg Jerzy Kronhold. Do 2005 roku nosił nazwę Na granicy, po przystąpieniu Polski, Czech i Słowacji do UE zmieniono nazwę na Bez granic.

## Historia festiwalu
Pierwszy festiwal w 1990 roku miał charakter monograficzny – był przeglądem inscenizacji sztuk Václava Havla. Kolejne festiwale miały już formułę bardziej otwartą, prezentowano na nich to co najlepsze i najciekawsze w teatrach Czechosłowacji i Polski. Po rozpadzie Czechosłowacji na festiwalu reprezentowane były teatry Polski, Czech i Słowacji, natomiast kiedy powstała Grupa Wyszehradzka zaczęły się pojawiać zespoły węgierskie. Spektaklom towarzyszyły konferencje naukowe omawiające kondycje teatrów w poszczególnych państwach po zmianach ustrojowych. W międzynarodowym jury zasiadały uznane autorytety, przyznając główną nagrodę Złamany szlaban (Zlomená závora), zwykle tym teatrom i spektaklom, które poza doskonałością wyrazu artystycznego przełamywały granice – konwencji teatralnych, ale też geograficzne czy kulturowe. Od kilku edycji nurtowi konkursowemu towarzyszy festiwalowy Hyde Park, prezentujący przedstawienia amatorskie lub offowe. Wśród imprez towarzyszących zawsze znajdują się interesujące propozycje jazzowe.

## Laureaci
Źródła:
- 1993: Don Šajn – Tradičné bábkové divadlo Bańska Bystrzyca
- 1994: Czarna Julka – Teatr Cieszyński – Scena Polska, Czeski Cieszyn
- 1995: Cyrano de Bergerac – Divadlo Astorka Korzo ’90 & Štúdio S, Bratysława
- 1996: Dr. Faustus – Teatr im. Stanisława Ignacego Witkiewicza w Zakopanem, Zakopane
- 1997: Její Pastorkyňa – Městské divadlo, Zlin
- 1998: Velkolepý Paroháč (Le Cocu Magnifique) – Divadlo v Dlouhé, Praga
- 1999: Bianka Braselli – Žena s dvomi hlavami – Teatro Tatro, Nitra
- 2000: Stoličky (Krzesła) – Slovenské národné dívadlo, Bratysława
- 2001: Aria Spinta – Déja Donne, Praga
- 2002: Mewa – Klicperovo divadlo, Hradec Králové
- 2003: Howie i Rookie Lee – Teatr Rozmaitości, Warszawa
- 2004: Rewizor (reż. Jan Klata) – Teatr Dramatyczny, Wałbrzych oraz Push up 1-3 – Divadlo Na zábradlí, Praga
- 2005: Córka Fizdejki (reż. Jan Klata) – Teatr Dramatyczny, Wałbrzych
- 2006: Prorok Iľja – Teatro Tatro, Nitra
- 2007: Baldanders – Marcin Bartnikowski, Marcin Bikowski (Białostocki Teatr Lalek, Białystok)
- 2008: Csődcsicsergő – Gábor Balla, Zoltán Perovics, Szabolcs Szőke – Hólyagcirkusz Társulat, Budapeszt
- 2009: Ifigenia. Nowa tragedia – Michał Zadara – Narodowy Stary Teatr, Kraków
- 2010: Tak wiele przeszliśmy, tak wiele przed nami – Piotr Ratajczak – Teatr Polski, Bielsko-Biała
- 2011: Jedlíci čokolády – David Drábek – Klicperovo divadlo, Hradec Králové
- 2012: Nasza klasa – Ondrej Spišák – Teatr na Woli, Warszawa
- 2013: Komedia obozowa – Łukasz Czuj – Teatr im. H. Modrzejewskiej, Legnica
- 2014: Caryca Katarzyna – Wiktor Rubin – Teatr im. Żeromskiego, Kielce
- 2015: Dzieci z Bullerbyn – Anna Ilczuk – Teatr Polski, Wrocław
- 2017: Do dna – Ewa Kaim – Akademia Sztuk Teatralnych, Kraków
- 2018: Pieśni Leara – Grzegorz Bral, Teatr Pieśń Kozła, Wrocław